# Elma Junttila Nelhage
Elma Novah Junttila Nelhage, född 21 maj 2003, är en svensk fotbollsspelare som spelar för franska Olympique Lyonnais.

## Biografi
Elma Junttila Nelhage kommer från Torslanda och spelade som ung i IK Zenith. Mellan 2022 och 2024 spelade hon för BK Häcken FF samt det svenska landslaget där hon har spelat på olika ungdomsnivåer.